# حرية الدين في مولدوفا
ينص الدستور على حرية الدين، وتحترم الحكومة عمومًا هذا الحق في الممارسة العملية، غير أن قانون الأديان لعام 1992، الذي ينظم الحريات الدينية، تضمن قيودًا تحول دون أنشطة الجماعات الدينية غير المسجلة. على الرغم من تعديل القانون عام 2002، فإن العديد من القيود ما تزال سارية المفعول. يكفل القانون حرية ممارسة الشعائر الدينية، بما في ذلك حق كل شخص في اعتناق دينه بأي شكل من الأشكال. يحمي القانون أيضًا سرية الطوائف، ويسمح للطوائف بإنشاء جمعيات ومؤسسات، وينص على أنه لا يجوز للحكومة التدخل في الأنشطة الدينية للطوائف. ينص القانون على أنه «من أجل التنظيم والعمل»، يجب على المنظمات الدينية أن تكون مسجلة لدى الحكومة، ولا يجوز للجماعات غير المسجلة امتلاك ممتلكات أو تعيين موظفين أو الحصول على مساحة في المقابر العامة بأسمائها.
لا يوجد دين للدولة؛ لكن الدولة تعامل مطران تشيسيناو ومولدوفا معاملةً خاصةً. لدى مطران تشيسيناو ومولدوفا جواز سفر دبلوماسي. بحسب ما ورد، فإن مسؤولين آخرين رفيعي المستوى في الكنيسة الأرثوذكسية لديهم جوازات سفر دبلوماسية صادرة عن الحكومة. لهذا السبب، ادعى العلماء أن النهج الذي يركز حصريًا على الإطار القانوني للحرية الدينية قد يبدو غير دقيق.
إجراءات تسجيل المنظمة الدينية واحدة لجميع الفئات. في عام 2002 تبنى البرلمان تعديلات على قانون الأديان. يجب على أي منظمة دينية ترغب في التسجيل أن تقدم إلى دائرة الدولة للشؤون الدينية إعلانًا عن إنشائها، وقوانينها الداخلية، وشرحًا لمعتقداتها الدينية الأساسية. تُدخل دائرة الدولة للشؤون الدينية المنظمة الدينية في سجل الأديان في غضون 30 يوم عمل. بموجب الإجراءات الجديدة، وبناءً على طلب دائرة الدولة للشؤون الدينية، يمكن للمحكمة إلغاء الاعتراف بالمنظمة الدينية إذا قامت المنظمة «بأنشطة تضر باستقلال جمهورية مولدوفا، وسيادتها، وسلامتها، وأمنها، أو بالنظام العام أو ترتبط بالأنشطة السياسية». تنص التعديلات أيضًا على أنه يُحظر على المنظمات الدينية أن تدرج في قوانينها الداخلية أي أحكام من شأنها أن تنتهك الدستور أو أي قوانين أخرى.
اعترفت الحكومة وسجلت 21 منظمة دينية، العديد منها عبارة عن منظمات جامعة لها كيانات فرعية في جميع أنحاء البلاد. على الرغم من أن تعديلات عام 2002 على قانون الأديان كان الغرض منها تبسيط عملية التسجيل وجعل العملية آلية بشكل أساسي، لكن دائرة الدولة للشؤون الدينية واصلت رفض تسجيل بعض الجماعات، مثل المنظمة الروحية للمسلمين. حاول أعضاء هذه المنظمة مرارًا وتكرارًا التسجيل في دائرة الدولة للشؤون الدينية ورُفضت طلباتهم لأن دائرة الدولة ادعت أن وثائقهم لم تكن سليمة. واجهت العديد من المنظمات صعوبات بطلبات تسجيلهم ورفُض العديد منهم.
في عام 1999 دخلت تعديلات قانون الأديان التي تُشرع التبشير حيز التنفيذ. غير أن القانون حظر صراحة «التبشير التعسفي»، الذي يُعرَّف بأنه محاولة للتأثير على عقيدة الفرد الدينية من خلال العنف أو إساءة استعمال السلطة.
تضمن مشروع قانون الأديان الجديد الذي عُمم عام 2002 العديد من الأحكام الخلافية. احتوى مشروع القانون في الأصل على العديد من الإجراءات التقييدية. قد نُقح مشروع القانون منذ ذلك الحين، ويبدو أن العديد من المواد التقييدية قد حُذفت.
في فبراير 2003 أقر البرلمان قانونًا جديدًا لمكافحة التطرف ودخل حيز التنفيذ في مارس 2003. أعرب منتقدو القانون عن قلقهم من إمكانية استخدام القانون للإساءة للمنظمات المعارضة، التي يمكن أن تشمل منظمات دينية أو أفرادًا قد يؤيدون أحزابًا معينة أو لديهم روابط سياسية مع تلك الأحزاب. لكن في الممارسة العملية، لم يُستخدم هذا القانون مطلقًا ضد أي منظمة دينية.
يتضمن القانون الجنائي الجديد، الذي اعتمده البرلمان في أبريل 2002 ودخل حيز التنفيذ منذ يونيو 2002، مادة تجيز معاقبة «التبشير بالمعتقدات الدينية أو أداء الشعائر الدينية، التي تلحق الضرر بصحة المواطنين، أو تضر بأشخاصهم أو بحقوقهم، أو تحرض المواطنين على عدم المشاركة في الحياة العامة أو الوفاء بالتزاماتهم كمواطنين». يُزعم أن واضعي القانون نسخوا المقطع تقريبًا كلمة بكلمة من القانون السابق، الذي مُرر في عام 1961 عندما كانت الدولة جزءًا من الاتحاد السوفيتي. ولم تلاحق أي منظمة بموجب هذا القانون الجديد.
تحظر المادة 200 من قانون الجرائم الإدارية، الذي اعتمِد في عام 1985، أي أنشطة دينية للأديان المسجلة أو غير المسجلة والتي تنتهك التشريعات الحالية. تسمح المادة أيضًا بطرد الأجانب الذين يمارسون أنشطة دينية دون موافقة السلطات. أفادت المنظمة الروحية للمسلمين عن تغريمها بموجب هذا البند من القانون بسبب إقامة شعائرها الدينية في مكان مسجل لمنظمة خيرية. وجهت لهم الحكومة اتهامات بأن أنشطتهم لا تتماشى مع الأنشطة والأغراض المعلنة للمنظمة الخيرية.
يُسمح للمبشرين الأجانب بدخول البلاد لمدة 90 يومًا بتأشيرة سياحية. ليس لديهم مزايا تفوق مزايا الأجانب الآخرين الذين يرغبون في البقاء في البلاد لفترات أطول.
في عام 2000 عدل البرلمان قانون التعليم لجعل «التعليم الأخلاقي والروحي» إلزاميًا لطلاب المدارس الابتدائية واختياريًا لطلاب الثانوية والجامعات. أدخِل البرنامج تدريجيًا، ابتداءً من عام 2001، لطلاب الصف الأول، ثم في عامي 2002 و2003 لطلاب الصفين الثاني والثالث على التوالي. في بعض المدارس، يوجد فصل دراسي خاص بالدين، لكن هذا الفصل مشروط بطلب وموافقة من الوالدين، وتوافر الأموال لتغطية تكاليف الدرس. يوجد عدد من المعاهد اللاهوتية والمعاهد الدينية وأماكن أخرى للتعليم الديني في البلاد.
افتتِحت مدرستان حكوميتان وروضة أطفال للطلاب اليهود فقط، وروضة أطفال في تشيسيناو «لمجموعة يهودية» خاصة. تتلقى هذه المدارس نفس التمويل الذي تحصل عليه المدارس الحكومية الأخرى وتُستكمل بدعم مالي من المجتمع. ومع ذلك، لا يقتصر وجود الطلاب اليهود على هذه المدارس. لا توجد مدارس مماثلة للديانات الأخرى ولا توجد تقارير عن مثل هذه المدارس للديانات الأخرى. تدير جماعة أجوداث إسرائيل مثيبة خاصة للبنين وأخرى للفتيات، وكلاهما مرخص من وزارة التربية والتعليم. يبلغ مجموع المسجلين في كلتا المدرستين أقل من 100 طالب.
تفرض السلطات في ترانسنيستريا أيضًا شروطًا للتسجيل تؤثر سلبًا على الجماعات الدينية وقد رفضت تسجيل بعض الجماعات. في أبريل، عُرض على مجلس السوفييت الأعلى في ترانسنيستريا مشروع قانون جديد بشأن الأديان، قيل إنه يتضمن أحكامًا خلافية عديدة. بعد اعتراضات شديدة من أسقف تيراسبول الأرثوذكسي وبعض المشرعين، أعيد المشروع للمراجعة. على الرغم من هذه الاحتجاجات، ورد أن الأحكام المرفوضة في مشروع القانون تحظى بتأييد قوي من عدد من السلطات رفيعة المستوى في ترانسنيستريا.

## القيود على الحرية الدينية
تتضمن قانون الأديان قيودًا أعاقت أنشطة الجماعات الدينية غير المسجلة، وواصلت الحكومة رفض تسجيل بعض الجماعات الدينية.
لا يُسمح للمنظمات الدينية غير المسجلة بشراء الأراضي أو الحصول على تصاريح بناء للكنائس أو المعاهد الدينية. في بعض الحالات، يقيم أعضاء الجماعات الدينية غير المسجلة شعائرهم الدينية في المنازل، ومكاتب المنظمات غير الحكومية، وأماكن أخرى. في حالات أخرى، تحصل المجموعات على ممتلكات وتصاريح بأسماء أفرادها. الكنائس الفردية أو فروع المنظمات الدينية المسجلة رسميًا غير ملزمة بالتسجيل لدى السلطات المحلية، لكن الفرع المحلي ملزم بالتسجيل محليًا إذا كان يريد إجراء معاملات قانونية باعتباره هيئة قانونية، بما في ذلك القدرة على تلقي التبرعات باسمه.
هناك نزاع مستمر بين الكنيستين الأرثوذوكسيتين الشرقيتين المستقلتين (الكنيسة الأرثوذكسية المولدوفية التابعة للكنيسة الأرثوذكسية الروسية، وأسقفية بيسارابيا التابعة للكنيسة الأرثوذكسية الرومانية) مشحون سياسيًا بشأن الخلافة، والذي يعتبر، من وجهة نظر كنسية، قضية إدارية فقط (تخضع لقوانين الكنسي)، وليست قضية لاهوتية، تنتمي الاثنتان على التوالي لكنيستين لا تخضعان لسلطة البطريركية هما (الروسية والرومانية)، وتقعان ضمن الشراكة الأرثوذكسية الشرقية.